# Syd (musikalbum)
Syd, undertitel 14 sånger från Latinamerika, är ett musikalbum av Jan Hammarlund, utgivet 1994. Det innehåller svenska översättningar av sånger av latinamerikanska musiker, som Víctor Jara, Silvio Rodríguez och Violeta Parra.

## Låtlista
1. "Som då"
2. "Den evige soldaten" (Universal Soldier)
3. "För att de fattiga saknar"
4. "Valparaíso"
5. "Solen bränner ovanför"
6. "Trädgårdsmästarinnan"
7. "Alfonsina och havet"
8. "Señores och señoritas"
9. "Jag minns dig, Amanda"
10. "Hon som dog i Paris"
11. "Muchacha"
12. "Malagueña"
13. "Stunderna"
14. "Min fågel"
15. "Jag vill tacka livet" ("Gracias a la vida")